# Ion Geolgău
Ion Geolgău (Pieleşti, Rumania; 20 de febrero de 1961) es un exfutbolista y entrenador rumano. Ubicado en el mediocampo, desarrolló su carrera en equipos de su país, además de en Chipre y Países Bajos. Resaltó principalmente por su período de trece años en el Universitatea Craiova, club con el que jugó más de trescientos partidos y ganó durante la década de 1980 dos Divizia A y cuatro Copa de Rumania. También formó parte de la selección adulta de su país durante el mismo período. Disputó un total de 24 partidos y anotó tres goles.
Tras su retiro en 1993 dirigió al CS Jiul Petroșani, además de ser el técnico asistente del Universitatea Craiova entre 1996 y 1997. Tras ello dirigió al HB Tórshavn de Islas Feroe, con el que ganó liga y copa en 1998. Cinco años después entrenó al B36 Tórshavn, con el que también obtuvo un título.

## Clubes

### Como jugador
| Club                  | País         | Año       |
| --------------------- | ------------ | --------- |
| Universitatea Craiova | Rumania      | 1976-1989 |
| FC Argeș Pitești      | Rumania      | 1989-1990 |
| Aris Limassol         | Chipre       | 1990-1991 |
| Avenir Lembeek        | Países Bajos | 1991-1992 |
| Jiul Craiova          | Rumania      | 1992-1993 |

### Como entrenador
| Club                              | País        | Año       |
| --------------------------------- | ----------- | --------- |
| CS Jiul Petroșani                 | Rumania     | 1994      |
| Universitatea Craiova (asistente) | Rumania     | 1996-1997 |
| HB Tórshavn                       | Islas Feroe | 1997-2002 |
| B36 Tórshavn                      | Islas Feroe | 2002-2003 |
| Fram Reykjavík                    | Islandia    | 2004      |

## Palmarés

### Como jugador

#### Campeonatos nacionales (6)
| Título          | Club                  | País    | Año     |
| --------------- | --------------------- | ------- | ------- |
| Copa de Rumania | Universitatea Craiova | Rumania | 1976-77 |
| Copa de Rumania | Universitatea Craiova | Rumania | 1977–78 |
| Liga I          | Universitatea Craiova | Rumania | 1979–80 |
| Liga I          | Universitatea Craiova | Rumania | 1980–81 |
| Copa de Rumania | Universitatea Craiova | Rumania | 1980–81 |
| Copa de Rumania | Universitatea Craiova | Rumania | 1982-83 |

### Como entrenador

#### Campeonatos nacionales (3)
| Título                              | Club         | País        | Año  |
| ----------------------------------- | ------------ | ----------- | ---- |
| Primera División de las Islas Feroe | HB Tórshavn  | Islas Feroe | 1998 |
| Copa de Islas Feroe                 | HB Tórshavn  | Islas Feroe | 1998 |
| Copa de Islas Feroe                 | B36 Tórshavn | Islas Feroe | 2003 |